# Turn My Teeth Up!
Turn My Teeth Up! av Baby Elephants är resultatet av ett projekt startat av tre musiker, producenten Prince Paul, den före detta funkadelicmedlemmen och keyboardisten Bernie Worrell och Don Newkirk.
Albumet är en blandning av soul, funk och hiphop. Skivan gästas av bland andra av David Byrne, George Clinton, Shock G, Nona Hendryx, Yellowman och DJ Roc Raida.

## Låtlista
1. The Search (skit) 0:42
2. Baby Elephants-n-Thangs 4:45
3. Plainfield 3:39
4. Cool Runnins 3:13
5. Master (skit) 0:29
6. If U Don't Wanna Dance 3:22
7. Language (skit) 0:10
8. Even Stranger 2:30
9. Crack Addicts In Love 3:22
10. Turn My Teeth Up! 4:59
11. Plug (skit) 0:26
12. How Does The Brain Wave? 4:55
13. Skippin Stonze 4:10
14. 100 Keyboards (skit) 0:08
15. Scratchinatanitchouttareach 4:23
16. Fred Berry 3:56
17. Take Me To Brazil (skit)